# Завади (гміна Церанів)
Завади (пол. Zawady) — село в Польщі, у гміні Церанув Соколовського повіту Мазовецького воєводства.
Населення — 97 осіб (2011).
У 1975-1998 роках село належало до Седлецького воєводства.

## Демографія
Демографічна структура станом на 31 березня 2011 року:
|          | Загалом | Допрацездатний вік | Працездатний вік | Постпрацездатний вік |
| -------- | ------- | ------------------ | ---------------- | -------------------- |
| Чоловіки | 54      | 5                  | 37               | 12                   |
| Жінки    | 43      | 4                  | 22               | 17                   |
| Разом    | 97      | 9                  | 59               | 29                   |